# Lycaena albopunctata
Lycaena albopunctata är en fjärilsart som beskrevs av Friedrich von Huene 1901. Lycaena albopunctata ingår i släktet Lycaena och familjen juvelvingar. Inga underarter finns listade i Catalogue of Life.